# 葉清耀

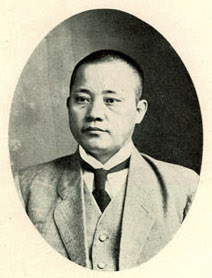
葉清耀，約1921年。

葉清耀（1880年—1942年），本籍台灣台中東勢，他不但是台灣於台灣日治時期的知名律師，也於治警事件內，擔任台灣當事人的律師。之後，他更成為台灣首位法學博士（1932年，明治大學）。

## 生平
出生於台中東勢，自幼家貧，從東勢公學校畢業就未再升學，並暫時從事樟腦工人的工作。但在學校老師鼓勵下，考進台中師範學校。之後前往日本留學，並進入明治大學法學科就讀，並於求學的過程中著手準備律師考試，卻遭到當時日本政府的限制，於是在四處請願下，終於讓日本政府同意開放他報考，並順利考取律師資格，成為第一位台灣人律師。此外他也以論文「刑法同意論」取得法學博士的資格，並因此成為第一位台灣人法學博士。
返台後，在大稻埕開設律師事務所執業。1923年，治警事件發生，他受託擔任蔣渭水、蔡培火等人的辯護律師，並於一審時順利替該案的全部被告爭取無罪判決而聲名大噪。之後於1930年組織台灣地方自治聯盟，主張台灣人能夠直選地方公職，但卻不幸在1942年因為肝病過世，享壽63歲。

## 家族
- 配偶 劉甜
- 母 陳桃（農耕）
- 兄 陳葉烈（樟腦業；從母姓）
- 弟 葉清恭
- 子 葉作樂 （律師）
- 孫 葉博經（法律人）
- 孫女 葉麗珠
- 外孫 張龍文（律師）

## 註解
1. 1 2  "台湾人初の法学博士となる葉清耀への学位授与を伝える。駿台新報(明治大学新聞) 320・第321号記事" （页面存档备份，存于） （页面存档备份，存于）,明治大學,retrieved 2022-10-19
2. ↑  葉清耀著,"刑法同意論 - 国立国会図書館デジタルコレクション （页面存档备份，存于）",日本,國立國會圖書館,0016047-000,637-169,retrieved 2022-10-19.
3. ↑  .   [2019-09-16]. （原始内容存档于2022-12-03）.

## 相關詞條
- 沈榮
- 陳紹馨
- 張漢裕
- 林朝棨
- 沈乃霖

## 外部連結
- 刑法同意論 - 国立国会図書館デジタルコレクション （页面存档备份，存于） （日語）